# 용정초등학교 (경기)
용정초등학교는 대한민국 경기도 고양시에 있는 공립 초등학교이다.

## 학교 연혁
- 1995년 6월 7일 용정초등학교 착공
- 1995년 11월 22일 초대 교장 최규일 부임
- 1995년 12월 8일 6학급 개교(50명)
- 1996년 3월 1일 용정초등학교로 교명 변경
- 2001년 5월 25일 교훈탑 설치 및 제막식
- 2013년 9월 2일 제6대 김경숙 교장 취임
- 2014년 2월 14일 제19회 졸업식(총2,940명)
- 2014년 3월 1일 19학급 편성(특수1)
- 2014년 3월 3일 입학식(59명 입학)

## 참고 자료
- 용정초등학교 - 한국교육학술정보원 학교알리미